# National Resistance Army
National Resistance Army (NRA; deutsch Nationale Widerstandsarmee) ist der Name einer Rebellengruppe, welche in den frühen 1980er Jahren den bewaffneten Kampf gegen das Regime von Milton Obote in Uganda begann. Nachdem 1985 Tito Okello die Macht übernommen hatte, führte die NRA nach einem kurzen Waffenstillstand ihren Kampf fort. Als politischer Flügel der Bewegung wurde das National Resistance Movement (NRM) etabliert.
Geführt wurde die NRA von Yoweri Museveni, welcher 1986 die Macht in Uganda übernehmen konnte. 1988 folgte ein Friedensabkommen mit der Uganda People's Army (UPA) und der Uganda People's Democratic Army (UPDA), da sich bis dahin die Unruhen im Land noch nicht gelegt hatten. Daraufhin durften die ehemaligen Rebellen, aus den beiden Organisationen, in die Streitkräfte eintreten. Bis in die 90er Jahre gelang es dem Militär von Uganda nicht, alle Rebellengruppen unter die Kontrolle der Regierung zu bringen. 1995 wurde die National Resistance Army offiziell in Uganda People’s Defence Force umbenannt.
In den Präsidentschaftswahlen von 1996 erhielt die Regierung Museveni ihre Legitimierung, daraufhin wurde die NRA in Uganda People’s Defense Force umbenannt, das Militär der Republik Uganda.
Wie in vielen anderen afrikanischen Widerstandsbewegungen auch befanden sich in den Reihen der NRA Kindersoldaten.